# Tossal de la Capella
El Tossal de la Capella és una muntanya de 635 metres que es troba a ponent del poble de Santa Fe, al municipi de les Oluges, a la comarca catalana de la Segarra.